# Jubilee FC
Der Jubilee Football Club ist ein liberianischer Fußballverein. Beheimatet ist der Verein in der Hauptstadt Monrovia. Aktuell spielt der Klub in der zweiten Liga des Landes, der Second Division.

## Stadion
Der Verein trägt seine Heimspiele im Antoinette Tubman Stadium in Monrovia aus. Das Stadion hat ein Fassungsvermögen von 10.000 Personen. Eigentümer der Sportanlage ist die Liberia Football Association.